# Sawai Madhopur
Sawai Madhopur ist eine Stadt im indischen Bundesstaat Rajasthan.
Die Stadt befindet sich im Osten von Rajasthan. Die Stadt liegt 300 km südlich der Bundeshauptstadt Neu-Delhi.
Sawai Madhopur ist Hauptstadt des gleichnamigen Distrikts.
Beim Zensus 2011 betrug die Einwohnerzahl 121.106.

## Klima
In Sawai Madhopur herrscht ein warmgemäßigtes Klima. In den Monsunmonaten Juli und August fallen die meisten Niederschläge. Die durchschnittliche Jahresniederschlagsmenge liegt bei 826 mm. Die Jahresmitteltemperatur beträgt 25,9 °C.